# オッペンハイマー・ホールディングス
オッペンハイマー・ホールディングス (NYSE: OPY) は、アメリカの名門投資銀行。アセット・マネジメントや資産運用なども行っている。ドイツ系ユダヤ人のハリス・C・ファネストック(Harris C. Fahnestock)によって、1881年に設立された。